# Nio EC6
Nio EC6 — среднеразмерный электромобиль-кроссовер производства компании NIO, запущенный в производство в 2020 году.

## Описание
Nio EC6 является пятидверным, пятиместным кроссовером со спойлером. По сути, это купеобразный кроссовер, являющийся аналогом Nio ES6. Автомобиль предлагается с возможностью установки аккумулятора ёмкостью 100 кВт⋅ч. Автомобиль питается от литий-ионного аккумулятора, как и Nio ES8.
С февраля 2020 года автомобиль продаётся в материковом Китае.

## Технические характеристики
Nio EC6 приводится в движение электродвигателем мощностью 435 л. с. До 100 км/ч автомобиль разгоняется за 5,4 секунды. Двигатели постоянного тока устанавливаются как спереди, так и сзади.
Топовая комплектация оснащена электродвигателем мощностью 544 л. с., что соответствует времени разгона до 100 км/ч 4,5 секунд. Впереди установлен двигатель мощностью 160 кВт, а сзади — асинхронный двигатель мощностью 240 кВт. Запас хода составляет 615 км.

## Галерея
- Вид сзади
- Интерьер